# Scraptia dubia
Scraptia dubia là một loài bọ cánh cứng trong họ Scraptiidae. Loài này được Olivier miêu tả khoa học năm 1790.